# كوينتون سميث
كوينتون سميث (بالإنجليزية: Quinton Smith)‏ هو لاعب كرة قدم أمريكية أمريكي، ولد في 14 يناير 1984 في تايلر في الولايات المتحدة.